# Jesper Jensen
Jesper Jensen (1977. október 30. –) dán kézilabdázó, vezetőedző és szövetségi kapitány. 2020 óta a dán női válogatott szövetségi kapitánya. 2025 nyarától a Ferencvárosi TC vezetőedzője.

## Pályafutása

### Edzőként
Jensen 2013-ban kezdte edzői pályafutását, egy évig a Vejen EH csapatánál dolgozott. 2014-ben átvette a dán első osztályú Aalborg női csapatának irányítását. A 2016-2017-es szezon kezdetén a dán Team Esbjerg csapatának élére nevezték ki. 2020-ban lett a dán női válogatott szövetségi kapitánya.

## Sikerei edzőként
Dán női kézilabda-válogatott
- világbajnokság: 
  - 3. hely: 2021
- Európa-bajnokság: 
  - 2. hely: 2022

Team Esbjerg
- Dán bajnok: 2019, 2020, 2023
- Dán kupa-győztes: 2021, 2022